# Pseudopieris viridula
Pseudopieris viridula is een vlindersoort uit de familie van de Pieridae (witjes), onderfamilie Dismorphiinae.
Pseudopieris viridula werd in 1861 beschreven door C. & R. Felder.